# Hugh Foss
Hugh Rose Foss (* 13. Mai 1902 in Kōbe; † 23. Dezember 1971 in St John’s Town of Dalry, Dumfries and Galloway, Schottland) war ein britischer Kryptoanalytiker. Während des Zweiten Weltkrieges trug er in der Government Code and Cypher School (G.C. & C.S.; deutsch etwa: „Staatliche Code- und Chiffrenschule“) im englischen Bletchley Park wesentlich zum Bruch der deutschen Rotor-Schlüsselmaschine Enigma sowie zur Entzifferung japanischer Verschlüsselungen bei.

## Leben
Hugh wurde 1902 in der japanischen Stadt Kōbe als eines von fünf Kindern seiner Eltern, dem anglikanischen Bischof von Osaka, Hugh Foss, und seiner Frau Janet Ovans, geboren. Da er in Japan aufwuchs, sprach er fließend Englisch und Japanisch. Als Sohn eines Geistlichen der Church of England wurde er später im Marlborough College in der englischen Grafschaft Wiltshire ausgebildet. Im Jahr 1924 machte er seinen Abschluss am Christ’s College in Cambridge.
Im Dezember 1924 trat er der G.C. & C.S. bei und befasste sich auf Weisung seines Chefs Edward Travis im Jahr 1926 mit zwei frühen und damals hochmodernen Modellen der deutschen Schlüsselmaschine Enigma, der Enigma B und der Enigma C, die anders als die später von der deutschen Wehrmacht eingesetzte Enigma I noch kein Steckerbrett aufwiesen. Im Jahr 1927 schrieb er hierzu eine Abhandlung mit dem Titel „The Reciprocal Enigma“ (deutsch: Die reziproke Enigma). Im September 1934 brachen Foss und sein Kollege Oliver Strachey die Verschlüsselung des japanischen Marineattachés.
Im November 1940, nachdem er im August des Jahres nach einer Erkrankung wieder seinen Dienst aufnehmen konnte, war er der erste britische Codebreaker, dem ein Einbruch in die von der deutschen Kriegsmarine verwendete Enigma-M3 gelang, die im Gegensatz zu den im deutschen Heer und der Luftwaffe verwendeten Enigma I zu diesem Zeitpunkt noch ungebrochen war. Dabei handelte es sich um einen mehrere Monate alten Funkspruch, der vom 8. Mai 1940 stammte. In Anerkennung seiner herausragenden Leistung bezeichneten seine Kollegen in Blechtley Park den 8. Mai fortan ihm zu Ehren als „Foss's Day“ (deutsch: „Foss-Tag“).
Von 1942 bis 1943 leitete er die Hut 7 (deutsch: Baracke 7), die sich erfolgreich mit der Entzifferung japanischer Marine-Verschlüsselungen befasste. Im Dezember 1944 ging er in die US-amerikanische Hauptstadt Washington und arbeitete dort zusammen mit US-amerikanischen Kryptoanalytikern weiter an derselben Thematik.
Nach dem Krieg blieb er bei der G.C. & C.S., die kurz darauf in GCHQ für Government Communications Headquarters (deutsch: Regierungskommunikationszentrale) umbenannt wurde. Im Jahr 1953 wurde er pensioniert und zog nach Schottland. Er starb dort im Alter von 69 Jahren.

## Publikationen
- Hugh Foss und Hugh Rose Foss: Reminiscences on the Enigma. In Action This Day, herausgegeben durch Ralph Erskine und Michael Smith. Bantam Press, London 2001.